# 采购订单
采购订单（英語：Purchase Order，缩写：PO）系指由买方向卖方发出的商业文件，其中指明了卖方向买方提供的产品或服务的种类、数量及双方已经同意的价格。买方向供应商发送采购订单，构成购买产品或服务的合法要约。卖方接受采购订单，意味着形成了买方和卖方之间的合同。
采购订单用于控制买方向供应商购买产品或服务的过程。在企业资源计划系统中，创建采购订单通常是接收和处理客户销售过程的第一步。

## 参阅
- 发票